# 庙塘镇
庙塘镇，是中华人民共和国贵州省遵义市正安县下辖的一个乡镇级行政单位。

## 行政区划
庙塘镇下辖以下地区：
庙塘街道社区、教良村、走马村、茶台村、新场村、木耳村、板房村和宝山村。